# Revolución de los precios
La revolución de los precios se refiere al proceso inflacionario acontecido en Europa occidental durante la segunda mitad del siglo XVI y primera mitad del siglo XVII. A lo largo de 150 años los precios se sextuplicaron, lo que corresponde a una tasa de inflación media, π = 1,2 %.
La expresión fue acuñada por Earl J. Hamilton en 1934, El tesoro americano y la revolución de los precios en España, 1501-1650.

## Causas de la revolución de precios
Ya en el siglo XVI, Martín de Azpilcueta (1493-1586), considerado modernamente un miembro de la Escuela de Salamanca, observó la relación entre la alta inflación y la abundancia de metales preciosos, oro y plata procedentes del Nuevo Mundo. Esta explicación de Azpilcueta coincide con la moderna explicación monetarista basada en la ecuación de Cambridge de acuerdo que en la versión de Irving Fisher (1867-1947), la cantidad de dinero circulante M, el nivel de precios P, la velocidad de circulación de dinero V, el número de transacción T mediante la ecuación:

{\displaystyle P={\frac {M\cdot V}{T}}}

Si se admite que el número de transacciones T es proporcional a la renta nacional o valor económico de las mercancías producidas Y, y que la velocidad de circulación está inversamente relacionada con la inversa de la proporción l de individuos que prefieren mantener su dinero en metálico, la anterior ecuación se convierte en la ecuación de Cambridge tal como fue formulada por Alfred Marshall por primera vez en 1899:

{\displaystyle P={\frac {M}{lY}}}

Si aceptamos que l y Y sufrieron solo variaciones poco importantes durante la revolución de precios, entonces tenemos a medida que aumentaba la cantidad de oro y plata circulante M los precios P tienden a aumentar. Se supone que eso fue lo que pasó durante la revolución de precios, y que el aumento de masa monetaria en forma de metales preciosos llevó al aumento de precios.

## Metales preciosos en circulación
Las cantidades de oro llevadas de América a Europa contribuyeron menos al aumento de la masa monetaria, que la plata. La plata tenía dos orígenes diferentes:
1. De un lado parte de la plata de América fue extraída de Perú de explotaciones como las de la mina Potosí que empezó a ser explotada en grandes cantidades a partir de 1545.
2. El centro de Europa, donde la producción de plata se había quintuplicado en el período 1460-1530. Aunque hacia 1610 la producción ya había caído a dos tercios del máximo del periodo anterior.

La plata extraída de América entre 1530 y 1650 ascendió a 11.600 toneladas, es decir, un promedio anual de 96.600 kg/año. En la década 1591-1600 llegó a la cifra de 2.707.626 kg, lo cual da un promedio de 270.750 kg/año.
En cuanto al oro, la cantidad extraída a lo largo de todo el siglo XVI fue de 153.561 kg, lo que da una producción media anual de 1583 kg. La producción anual máxima pasó por un máximo en torno a 1553 con una productividad anual estimada de 4262 kg.
Por otro lado, Hiddleston estima el contrabando más cerca del 10% de los minerales extraídos que de un imposible 50%. 
Aunque esas cantidades fueron muy elevadas en su época, disminuyen en comparación con las cifras actuales de producción de plata en antiguas colonias: México produjo 2.747.000 de kg solo en 2002, y eso apenas suponía el 16% de la producción mundial, es decir, solamente en un año a principios del siglo XXI se producía en México una cantidad superior a lo extraído durante toda una década en la América del siglo XVI. Lo extraído sólo en México supera a toda la plata extraída de América y arribada a España. Nuevamente, esas cantidades que (muy importantes en el siglo XVI) son pequeñas comparadas con las cantidades actuales de oro que están en torno a 2312,6 toneladas (lo extraído por los españoles es apenas un 10% de la producción mundial de principios del siglo XXI).De igual forma que México, solamente la República del Perú, durante el año 2007 exclusivamente, tuvo una extracción industrial de 170 toneladas de oro, lo que resulta casi equivalente a la totalidad del periodo colonial español acotado por Hamilton. Eso revela la mejora de la productividad industrial del sector minero y de la tecnología de extracción en los últimos cuatro siglos. En la actualidad la extracción de mineral de plata de poco más de dos años (26 meses) y aurífera de solo medio año es equivalente al tesoro colonial comprendido entre los años 1530 y 1650, y bajo un mismo ritmo, cuatro años de extracción de plata y un año de oro es equivalente a la totalidad del tesoro colonial arribado a España desde la Conquista hasta la emancipación de la mayoría de las colonias americanas en 1808. Los cálculos equivalentes se basan en datos actuales de extracción tomados de Gold Fields Mineral Services Ltd (GFMS) y el International Copper Study Group.

## Proceso de aumento de precios
Además del aumento de masa monetaria pueden haberse sumado efectos demográficos en el aumento de la demanda y su repercusión en los precios. Durante el tercer cuarto del siglo XV hubo un crecimiento importante de la población europea, después de un siglo de despoblación siguiendo a la peste negra. El precio de los alimentos crece abruptamente durante una epidemia, relajándose posteriormente a medida que la población disminuye y cae la demanda. Simultáneamente los bienes manufacturados tienden a incrementar su precio debido a la reducción de la oferta, al faltar mano de obra. Desde 1460 la minería creció mucho. Además, los portugueses lograron acceder a las zonas productoras del golfo de Guinea.

### Consecuencias
El aumento de precios fue algo más pronunciado en España. Eso tuvo el efecto de un aumento de las materias primas, y posiblemente los costes laborales. El diferencial de inflación entre España y otras áreas de Europa habría provocado una pérdida de competitividad por la diferencia del aumento de precios. Se estima que esa pérdida de competitividad habría arruinado la producción lanera de Castilla, frente a otros productores de fuera de la península ibérica que podían producir a menor precio.